# Berge (Niedersachsen)

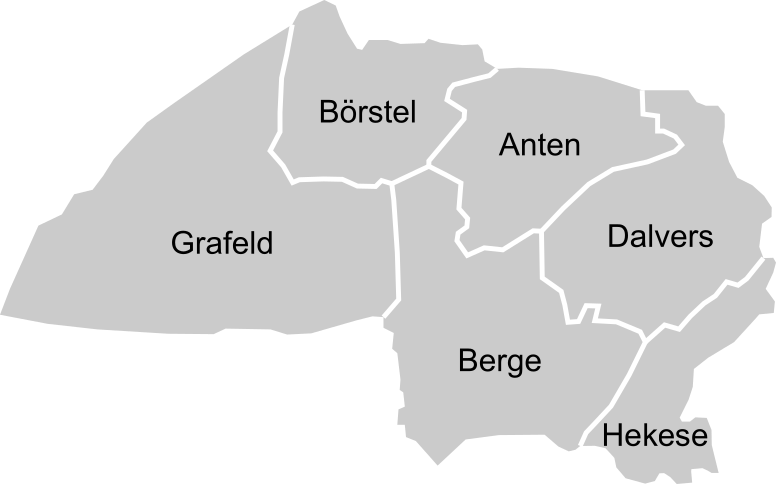
Ortsteile von Berge

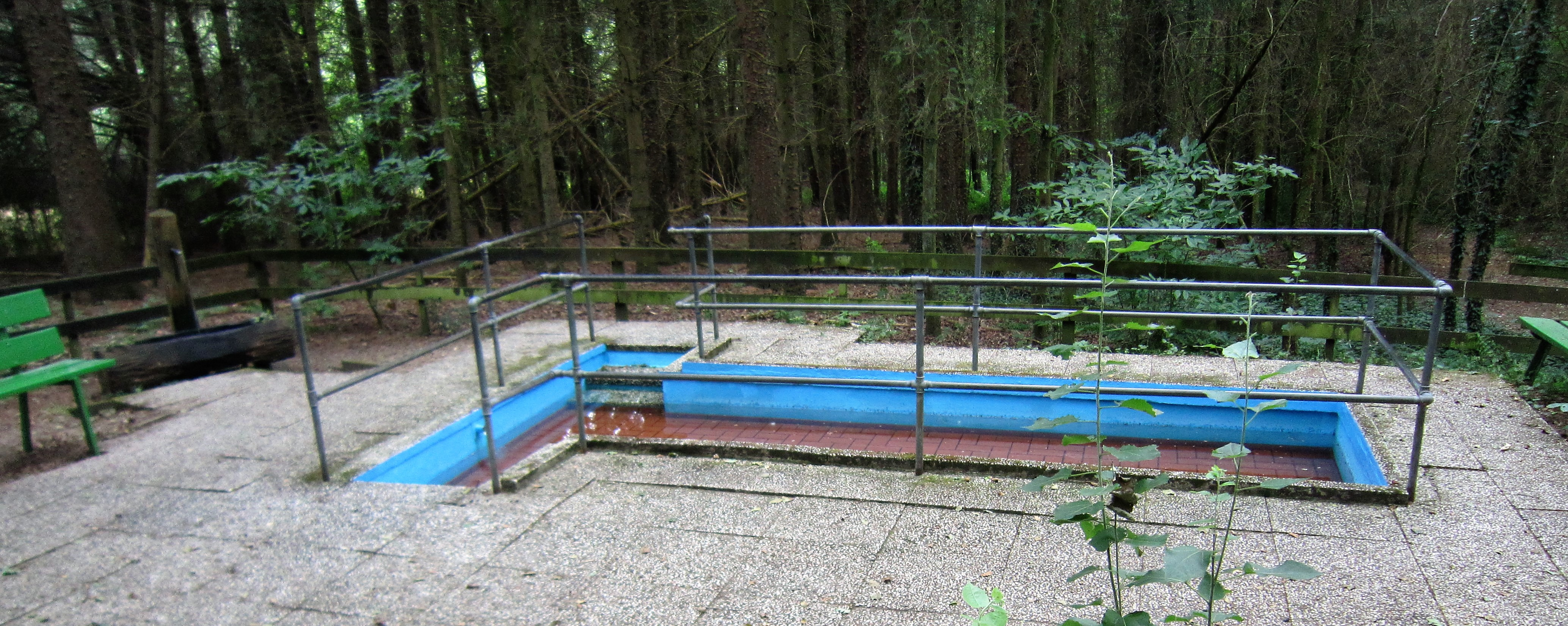
Wassertretbecken auf der Ankumer Höhe bei Berge

Berge ist eine Gemeinde innerhalb der Samtgemeinde Fürstenau an der nordwestlichen Grenze des Landkreises Osnabrück in Niedersachsen.

## Geografie

### Geografische Lage
Das Gemeindegebiet von Berge liegt im westlichen Niedersachsen am äußersten Nordwestrand des Landkreises Osnabrück. Unmittelbar westlich grenzt das Gemeindegebiet an den Landkreis Emsland. Die nächstgelegenen Großstädte (gerundete Luftlinienentfernungen) sind Osnabrück (50 km südöstlich), Oldenburg (65 km nordöstlich) und Bremen (80 km ostnordöstlich).
Naturräumlich befindet sich Berge im zentralen Norddeutschen Tiefland. Exakter eingegrenzt liegt die Ortschaft im nördlichen Randbereich der Dümmer-Geestniederung, die ihrerseits als naturräumliche Einheit dritter Ordnung einen Teil der Großlandschaft Norddeutsches Tiefland bildet. Nur wenige Kilometer nördlich schließt sich bereits die naturräumliche Einheit der Ems-Hunte-Geest an. Darüber hinaus befindet sich das Gemeindegebiet mit dem Börsteler Wald dabei in den nördlichen Ausläufern einer eiszeitlichen Endmoränenlandschaft, der Ankumer Höhe. Die Erhebungen des Börsteler Waldes trennen dabei den Ortskern von Berge vom westlich des Waldgebietes gelegenen Ortsteil Grafeld. Es zeigt sich insgesamt das für norddeutsche Geestlandschaften typische Landschaftsbild mit abwechslungsreichem Charakter. Weitläufige Felder und Feuchtwiesen prägen hierbei das Erscheinungsbild der Gemeinde und wechseln sich mit Niedermooren sowie Bruchwäldern ab. Die Endmoräne Börsteler Wald erhebt sich dabei inselartig aus dem sonst ebenen Tiefland und fällt insbesondere dem Beobachter aus westlicher und nördlicher Richtung direkt ins Auge. Das Berger Gemeindegebiet ist des Weiteren zugehörig zum Naturpark Nördlicher Teutoburger Wald-Wiehengebirge. Dabei sei jedoch erwähnt, dass die Geologie der Gemeinde Berge weder etwas mit dem weit südöstlich gelegenen Wiehengebirge noch mit dem Teutoburger Wald zu tun hat.

### Nachbargemeinden
Berge grenzt im Norden an Menslage, im Osten an Eggermühlen, im Süden an Bippen sowie im Westen an den Landkreis Emsland mit den Gemeinden Wettrup, Dohren und Herzlake.

### Gemeindegliederung
Gemeindeteile:
- Anten
- Berge
- Dalvers
- Grafeld
- Hekese
- Börstel – Stift Börstel

### Klima
Das Klima im Bereich Berge und Umgebung ist als typisch für die gemäßigte, maritime Klimazone Norddeutschlands einzustufen. Es herrscht ein gemäßigtes Seeklima vor, das durch feuchte Nordwestwinde von der relativ nahen Nordsee (die Meeresbucht Dollart liegt etwa 70 km Luftweg in nordwestliche Richtung) beeinflusst wird. Wie für diese Klimate typisch sind die Winter mild, nass und aufgrund der relativen Nähe zur Nordsee mitunter auch von Sturmwetterlagen geprägt, größere Schneemengen oder längerer Dauerfrost sind hingegen eine Seltenheit.
Die Sommer sind grundsätzlich nur mäßig-warm und niederschlagsreich, im Juli und August fallen generell die höchsten Niederschlagsmengen des Jahres an. Ein zweites Maximum lässt sich im Dezember sowie Januar ausmachen.
Der Börsteler Wald als nördlichster Teil der eiszeitlichen Endmoräne der Ankumer Höhe könnte aufgrund seiner Lage westlich und nordwestlich von Berge für ein Mikroklima im Hinblick auf die Niederschlagsmengen sorgen. Da die dominierende Windrichtung hier wie in weiten Teilen der Norddeutschen Tiefebene Südwest bis Nordwest ist und Niederschläge meist aus dieser Himmelsrichtung aufziehen, ist davon auszugehen, dass sich hier ein geringfügiger Windschatten einstellt. Berge auf der Ostseite des Höhenzugs befindet sich somit im Bereich des Lee und wird vermutlich geringere Niederschlagsmengen aufweisen als beispielsweise Ortschaften im benachbarten Emsland, die sich wiederum westlich des Höhenzuges und somit auf der Luv-Seite befinden. Anlass für diese Vermutung sind hierbei die Unterschiede zwischen den relativ nahegelegenen offiziellen Wetterstationen in Lingen (Ems) sowie Bersenbrück. In Lingen, westlich der Ankumer Höhe fallen im Jahresdurchschnitt 789 mm Niederschlag. Im nur rund 40 km östlich gelegenen Bersenbrück, auf der anderen Seite der Endmoräne sind es lediglich 616 mm. Da außer der Ankumer Höhe, welche sich regelrecht inselartig aus der Norddeutschen Tiefebene erhebt, keinerlei Höhenzüge im näheren Umfeld existieren, ist es wahrscheinlich, dass diese für die ungleiche Niederschlagsverteilung in der Region verantwortlich ist. Berge dürfte also aufgrund dieser Lage östlich des Börsteler Waldes als nördlichster Ausläufer der Ankumer Höhe insgesamt etwas geringere Niederschläge aufweisen als benachbarte Ortschaften Richtung Westen Emsland. Konkrete Vergleichswerte aus Berge sowie der näheren Umgebung liegen jedoch nicht vor.

## Geschichte
Im Gebiet der Gemeinde liegen die relativ gut erhaltenen Megalithanlagen von Hekese, etwa einen Kilometer südlich des Dorfes. Die Anlagen (Nr. 883 und 884 nach Sprockhoff) des Ganggrabtyps sind ungewöhnlich groß (19 bzw. 20 Meter lang) und in für Deutschland einzigartiger Weise mit einer 53 Meter langen, jedoch nicht mehr vollständigen Steinreihe verbunden. Jene Anlagen passiert auch die Straße der Megalithkultur, welche zahlreiche Großsteingräber Norddeutschlands miteinander verbindet.  Berge ist eine Etappe der Straße der Megalithkultur.
Bis 1400 gehörte Berge zur Grafschaft Tecklenburg. Mit der Niederlage der Grafen von Tecklenburg gegen die Bischöfe vom Bistum Münster und Bistum Osnabrück wurde Berge ein Teil des Hochstifts Osnabrück. Es gehörte seitdem bis 1802 zum Bistum Osnabrück. Nach der französischen Besetzung bis 1814 kam Berge infolge des Wiener Kongress an das Königreich Hannover. Mit der Niederlage des Königreichs Hannover von 1866 wurde Berge Teil von Preussen. Am Sonntag, den 8. April 1945 wurde Berge von britischen Truppen besetzt. Die von Ohrte aus vorrückenden Truppen stießen auf Widerstand, so dass es zu zahlreichen Kämpfen im und um den Ort kam. Am 10. Mai 1988 stürzte bei Hekese ein Panavia Tornado der RAF Brüggen ab.

### Eingemeindungen
Die heutige Gemeinde Berge wurde anlässlich der Gebietsreform am 1. Juli 1972 aus den Gemeinden Anten, Berge, Dalvers, Grafeld und Hekese gebildet. Alle Ortsteile gehörten bis zum 30. Juni 1972 dem Landkreis Bersenbrück an, damals noch als selbstständige Gemeinden.

### Einwohnerentwicklung

Bevölkerungsentwicklung in Berge seit 1987

Die folgende Übersicht zeigt die Einwohnerzahlen von Berge im jeweiligen Gebietsstand und jeweils am 31. Dezember.
Bei den Zahlen handelt es sich um Fortschreibungen des Landesbetriebs für Statistik und Kommunikationstechnologie Niedersachsen auf der Basis der Volkszählung vom 25. Mai 1987.
Bei den Angaben aus den Jahren 1961 (6. Juni) und 1970 (27. Mai) handelt es sich um die Volkszählungsergebnisse einschließlich der Orte, die am 1. Juli 1972 eingegliedert wurden.
| Jahr | Einwohner |
| ---- | --------- |
| 1961 | 3055      |
| 1970 | 3248      |
| 1987 | 3280      |
| 1990 | 3305      |

| Jahr | Einwohner |
| ---- | --------- |
| 1995 | 3599      |
| 2000 | 3681      |
| 2005 | 3756      |
| 2010 | 3694      |

| Jahr | Einwohner |
| ---- | --------- |
| 2011 | 3690      |
| 2015 | 3518      |
| 2017 | 3524      |
| 2018 | 3547      |

## Politik

### Gemeinderat
Der Gemeinderat hat gegenwärtig 15 Mitglieder. Dies ist die festgelegte Anzahl für eine Mitgliedsgemeinde einer Samtgemeinde mit einer Einwohnerzahl zwischen 3.001 und 5.000 Einwohnern. Die Ratsmitglieder werden durch eine Kommunalwahl für jeweils fünf Jahre gewählt. Die aktuelle Amtszeit begann am 1. November 2021 und endet am 31. Oktober 2026. 
Die folgende Tabelle zeigt die Kommunalwahlergebnisse seit 1996.
| 2021–2026 | 50,3 | 8 | 40,2 | 6  | 4,2 | 1 | 3,0 | 0 | 2,3 | 0 | –    | – | 100 | 15 | 76,0 |
| 2016–2021 | 59,0 | 9 | 37,0 | 5  | 4,0 | 1 | –   | – | –   | – | –    | – | 100 | 15 | 66,9 |
| 2011–2016 | 51,2 | 8 | 36,6 | 5  | 3,7 | 1 | –   | – | –   | – | 8,6  | 1 | 100 | 15 | 65,4 |
| 2006–2011 | 41,8 | 6 | 44,6 | 7  | 1,9 | 0 | –   | – | –   | – | 11,7 | 2 | 100 | 15 | 69,5 |
| 2001–2006 | 34,6 | 5 | 62,4 | 10 | 3,0 | 0 | –   | – | –   | – | –    | – | 100 | 15 | 63,0 |
| 1996–2001 | 34,6 | 5 | 60,2 | 10 | 5,2 | 0 | –   | – | –   | – | –    | – | 100 | 15 | 68,9 |
| Prozentanteile gerundet. Quellen: Landesbetrieb für Statistik und Kommunikationstechnologie Niedersachsen, Landkreis Osnabrück. Bei unterschiedlichen Angaben in den genannten Quellen wurden die Daten des Landesbetrieb für Statistik und Kommunikationstechnologie verwendet, da diese eine insgesamt höhere Plausibilität aufweisen. _______________________________ 1 2021: Anna Röckener; 2 Unabhängige Wählergemeinschaft |      |   |      |    |     |   |     |   |     |   |      |   |     |    |      |

### Bürgermeister
- Seit 2021 Dimitri Gappel (SPD)[11]
- 2006–2021 Volker Brandt (SPD)[12]
- 1981–2006 Alfons Bertke (CDU)[13]

### Wappen
Das Wappen wurde am 16. Mai 1978 durch den Landkreis genehmigt.
Blasonierung: „In Gold ein rot-silbern zweireihig geschachteter Balken, darübergelegt ein oben verkürzter und zugespitzter roter Pfahl.“
Der geschachtete Balken soll an den Zisterzienser-Orden erinnern, der solchen im Wappen führte; ihm gehörte das im Gemeindegebiet liegende ehemalige Kloster, jetziges Stift Börstel. Der Pfahl stellt in Farbe und Form die Rote Säule dar, einen Grenzpfahl im Gemeindegebiet, an den sich allerlei Geschichten knüpfen. Beide Figuren zusammen ergeben das christliche Kreuz.

## Wirtschaft und Infrastruktur

### Verkehr

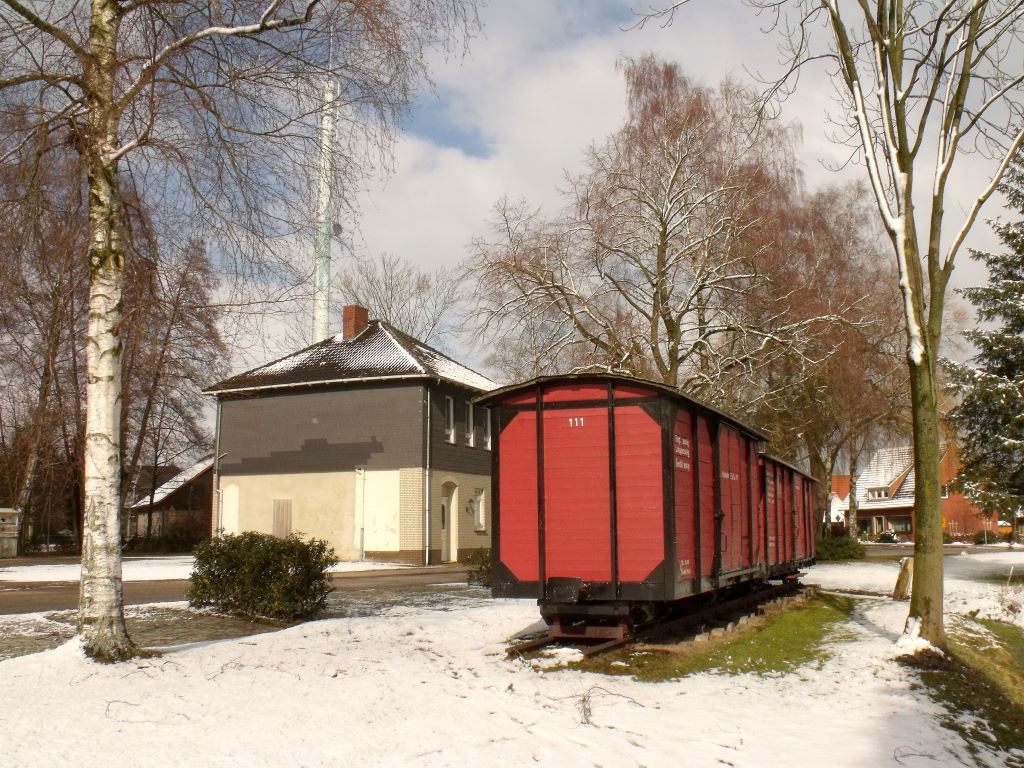
Denkmal für die Kleinbahn am ehemaligen Bahnhof Berge

Von 1904 bis 1952 besaß Berge durch die Kleinbahn Lingen–Berge–Quakenbrück einen Eisenbahnanschluss, Stationen befanden sich in Berge selbst sowie im heutigen Ortsteil Dalvers. Der Berger Bahnhof war bis 2008 Sitz der Gemeindeverwaltung, auf der ehemaligen Gleisfläche erinnern zwei Güterwagen als Denkmal an die Kleinbahn.
Der nächste Anschluss an das Netz der Reichs- bzw. Bundesbahn war ab 1879 der Bahnhof der früheren RhE in Bippen in etwa 5 km Entfernung. Hier wurde der Personenverkehr 1969 und der Güterverkehr 1978 eingestellt.
Heute wird der ÖPNV in Berge und Umgebung durch die Verkehrsgemeinschaft Osnabrück mit Bussen erbracht, Berge wird dabei von vier Linien erreicht, unter denen die Linie Fürstenau–Berge–Quakenbrück die wichtigste Verbindung ist. Der nächstgelegene Bahnhof ist der 18 km entfernte Bahnhof Quakenbrück mit Zugverbindungen nach Oldenburg und Osnabrück.
Durch Berge verläuft die Landesstraße 60. Sie verbindet die Städte Lingen und Quakenbrück.
Berge liegt an der Ferienstraße Artland-Route.

### Ansässige Unternehmen
In Berge fertigt die Firma Segler-Förderanlagen Maschinenfabrik GmbH mit 134 Mitarbeitern Förderanlagen für verschiedene Industriezweige.

### Bildung
Neben je einer Grundschule in Berge und dem Ortsteil Grafeld gibt es mit der Oberschule am Sonnenberg eine weiterführende Schule in Berge. Die nächstgelegenen Gymnasien sind das Gymnasium Leoninum in Handrup sowie das Artland-Gymnasium in Quakenbrück.

## Persönlichkeiten

### Söhne und Töchter der Gemeinde
- Theodor Christian Fachtmann (* 30. Januar 1815 in Börstel; † 10. Januar 1894), Jurist und Politiker
- Willi Stöve (* 4. Februar 1860 in Berge; † 22. September 1931), Politiker, Mitglied des Reichstages
- Wilhelm Bleckwenn (1906–1989), deutscher Militär, zuletzt Generalmajor und wahrscheinlich auch Konteradmiral im Zweiten Weltkrieg, Einsatz bei Heer und Marine
- Klaus Pierwoß (1942–2022), deutscher Dramaturg und Intendant

### Personen, die mit der Gemeinde in Verbindung stehen
- Paul Freytag (* 1873 in Haspe; † 1954), Maler und Zeichner, lebte seit 1926 auf dem Gut Hengholt
- Gerhard Lucas Meyer (* 6. Mai 1830 in Burgerbrug-Zyde (Niederlande); † 30. Dezember 1916 in Hannover), Industrieller